# Distretto di Delhi Nord Est
Il distretto di Delhi Nord Est è un distretto di Delhi, in India, di 1 763 712 abitanti. La sede del distretto è situata nel quartiere di Nand Nagari.